# Долінський Віктор Григорович
Ві́ктор Григо́рович Долінський (8 квітня 1980, с. Нижчий Ольчедаїв, Могилів-Подільський район, Вінницька область, Українська РСР — 5 травня 2014, м. Слов'янськ, Донецька область, Україна) — прапорщик, військовослужбовець Національної гвардії України. Загинув під час російсько-української війни.

## Життєпис
Віктор Долінський народився в с. Нижчий Ольчедаїв Могилів-Подільського району. Батьки працювали у колгоспі: мама — обліковцем у тракторній бригаді, батько — трактористом. Віктор спочатку навчався у школі в рідному селі, потім її закрили, і дітей перевели до кукавської школи. Закінчив Вище професійно-технічне училище № 11 у Вінниці. Проходив строкову службу в миколаївській частині 3039 Внутрішніх військ МВС. З 2000 року продовжив військову службу за контрактом у полку спецпризначення «Ягуар» ВВ МВС в м. Калинівка на Вінниччині.
Інструктор-гранатометник взводу вогневої підтримки 4-ї роти спеціального призначення 8-го полку оперативного призначення, військова частина 3028 Західного оперативно-територіального об'єднання НГУ, м. Калинівка.
Загинув 5 травня 2014 року від вибуху гранати під час проведення антитерористичної операції на східній околиці Слов'янська в районі залізничного переїзду. Близько 14:00 в селищі (мікрорайоні) Семенівка моторизована група, до складу якої входили бійці військової частини 3028 та співробітники ЦСО «Альфа» СБУ, потрапила в добре сплановану й організовану засідку терористів та опинилась у вогневому кільці. Бій тривав близько двох годин. Воїнам було наказано зайняти оборону за БТРами. Під час відходу в групу бійців, серед яких був прапорщик Долінський, влучила граната, або ворожа куля влучила в гранату на поясі, стався вибух, і він отримав поранення, несумісні з життям. Відбиваючи атаку противника в бою загинули також двоє офіцерів СБУ Олександр Аніщенко і Руслан Лужевський, 18 бійців зазнали поранень. Противник поніс значні втрати й відступив до промзони Слов'янська.
7 травня військовослужбовці калинівської військової частини Нацгвардії і ветерани «Ягуара» попрощались зі своїм однополчанином. Похований в рідному селі.
У Віктора залишились батьки-пенсіонери, старша сестра, дружина Ольга та 12-річний син Віталій.

## Нагороди
- За особисту мужність і героїзм, виявлені у захисті державного суверенітету та територіальної цілісності України, вірність військовій присязі та незламність духу нагороджений орденом «За мужність» III ступеня (20.06.2014, посмертно)[2]
- недержавною візнакою — медаллю «За визволення Слов'янська» (посмертно).

## Вшанування пам'яті
23 травня 2015 року в Семенівці відкрито пам'ятник загиблим військовослужбовцям Національної гвардії України, високомобільних десантних військ, та співробітникам Служби безпеки України, які загинули на території Слов'янського району Донецької області.
На фасаді Вищого професійного училища № 11 м. Вінниця встановлено меморіальну дошку на честь одразу двох випускників навчального закладу, які загинули в АТО — прапорщика НГУ Віктора Долінського і десантника Петра Коваленка.